# Béli Biyen
Béli Biyen, né le 18 septembre 1962 à Ya-Sylla au Burkina Faso, est un entrepreneur et homme d'affaires burkinabé.

## Biographie
Béli Biyen est diplômé de l'Université d'État de Donetsk (Ukraine), où il a étudié l'économie et la sociologie du travail et obtenu son master en 1993. Il a poursuivi ses études dans le même établissement et a obtenu son doctorat. Les recherches qu'il avait menées au cours de ces années ont jeté les bases de ses futures réalisations professionnelles.
Sa carrière est basée sur l'équilibre entre ses rôles professionnels et son engagement en faveur du bien-être public. Docteur en économie, il a travaillé pour plusieurs groupes européens en Ukraine, vit aujourd'hui au Burkina Faso et est le PDG de Yelhy Technology Africa.

### Carrière
Béli Biyen a commencé sa carrière en Ukraine après avoir obtenu son diplôme universitaire et a travaillé pour plusieurs groupes européens, notamment Pernod Ricard, Peugeot, Sodexo, MBS Import & Paradis, Laboratoire Bio galéniques, UPSA[réf. nécessaire].
En 2005, il retourne au Burkina Faso et crée sa première entreprise, l'usine de glace Coolee, toujours en activité. Grâce à l'expérience acquise, il ouvre en 2006 la première entreprise de pavés industriels, Yelhi Technology Africa.
L'entreprise est spécialisée dans la production et l'installation de pavés vibrants, sa spécificité est l'utilisation de technologies à forte intensité de main d'œuvre, ainsi que le transfert de cette technologie par l'installation d'usines clés en main et leur exploitation au profit de la population locale. A cette fin, Yelhy Technology Africa a élaboré le programme Yelhy Himo (Haute intensité des mains d'œuvre), qui développe la formation et l'emploi des jeunes africains avec l'aide et la participation des Etats et/ou des municipalités. Le programme vise à lutter contre le chômage des jeunes et la pauvreté, ainsi qu'à développer des partenariats entre pays. Le programme est mis en œuvre au Burkina Faso, au Sénégal et au Congo.
L'entreprise est engagée dans la construction de routes et de bâtiments publics. Depuis 2014, Béli Biyen est le promoteur de la chaîne d'information en continu Burkina Info Tv[réf. nécessaire].

## Prix et distinctions
La contribution de Biyen a été récompensée par divers prix. Au niveau international, il a reçu le prix Média Plus des Meilleurs Artisans de Développement (2013) et le Super Prix de Bronze du Prix Panafricain de Développement (PADEV) en tant que meilleur promoteur d'infrastructures urbaines en Afrique (2013-2014). En 2011, il a été décoré de l'Ordre du mérite national et reconnu par la ville de Ouagadougou pour ses efforts de développement.

## Publications
Tout au long de sa carrière universitaire et professionnelle, Béli Biyen a publié plusieurs articles importants couvrant des aspects importants de l'économie et des changements sociopolitiques dans différentes régions. Voici quelques-unes de ses principales publications :
- 1992 : L'Ukraine et sa nouvelle monnaie intermédiaire: les problèmes socio-politiques et économiques des karbovanets - ce document analyse l'impact de l'introduction des karbovanets sur l'économie ukrainienne et la vie socio-politique du pays pendant la période des transformations post-soviétiques.
- 2014 : Les ressources énergétiques et hydriques du Burkina Faso comme catalyseur du développement[5] - ce travail analyse la disponibilité et la recherche de sources d'eau alternatives pour construire une centrale électrique et une raffinerie dont l'économie du pays a besoin.